# Roermond
Roermond (in limburghese Remunj, in francese Ruremonde, in italiano storico Rurmonda e anche Ruremonda) è una municipalità dei Paesi Bassi di 55 176 abitanti situato nella provincia del Limburgo.
La città di Roermond è storicamente importante, situata nel punto in cui il fiume Roer confluisce con il Mosa. Riceve il Titolo di città nel 1231.
Nel corso dei secoli la città ha assunto il ruolo di centro commerciale, città principale nel ducato di Gheldria e dal 1559 è divenuta sede della cattolica Diocesi di Roermond.
Lo skyline del centro storico è dominato dalle torri delle sue due chiese principali: la Cattedrale di San Cristoforo e la Munsterkerk. Oltre a importanti chiese, il centro della città possiede altri edifici e monumenti storici.

## Luoghi di interesse

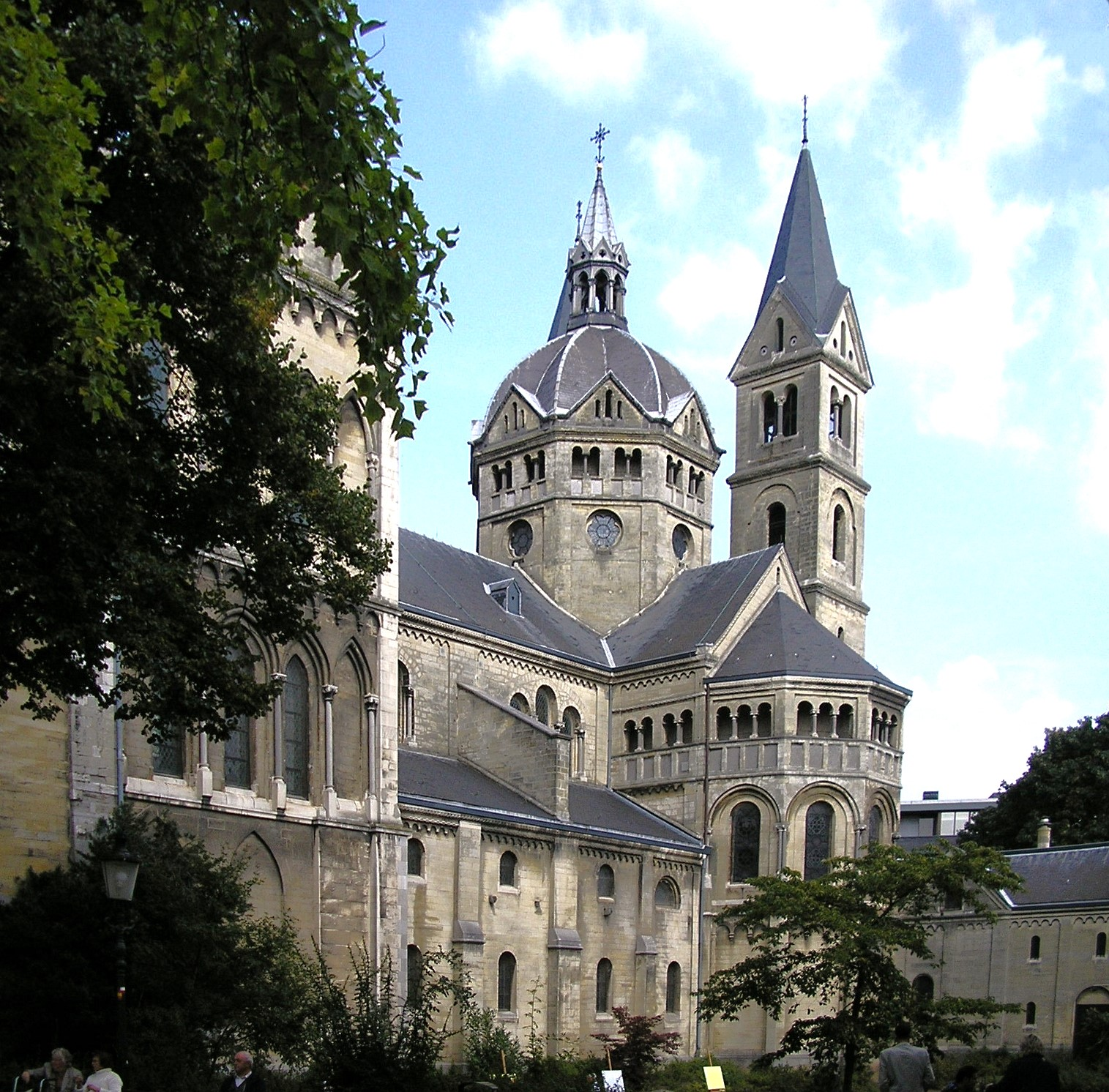
Munsterkerk

Il centro storico della città possiede diversi monumenti storici, tra i quali:
- Munsterkerk, Chiesa di Nostra Signora, eretta in forme romanico-gotiche nello stile renano, nel XIII secolo.
- Municipio
- Cattedrale di San Cristoforo, edificio gotico del XV-XVI secolo
- Cimitero monumentale
- National Indiëmonument
- Kasteeltje Hattem
- Rattentoren
- Il Galgeberg è una piccola collina a Roermond, nell'area di Kapel in 't Zand. Il suo nome in olandese significa "collina forca", poiché in passato i criminali vi venivano impiccati o bruciati. Nel 1613, sono state giustiziate 64 streghe, divenuta la più grande condanna alle streghe di tutta l'Olanda.
- Tomba con le mani

## Infrastrutture e trasporti

### Strade
La città è collegata con la linea autostradale olandese e tedesca. Da nord a sud la A73 (Maastricht-Nimega) passando ad est della città, in parte in galleria. Verso est la linea tedesca A52 conduce a Düsseldorf. Da ovest la strada provinciale N280 porta verso Weert e si collega alla A2 in direzione Eindhoven.

### Ferrovie

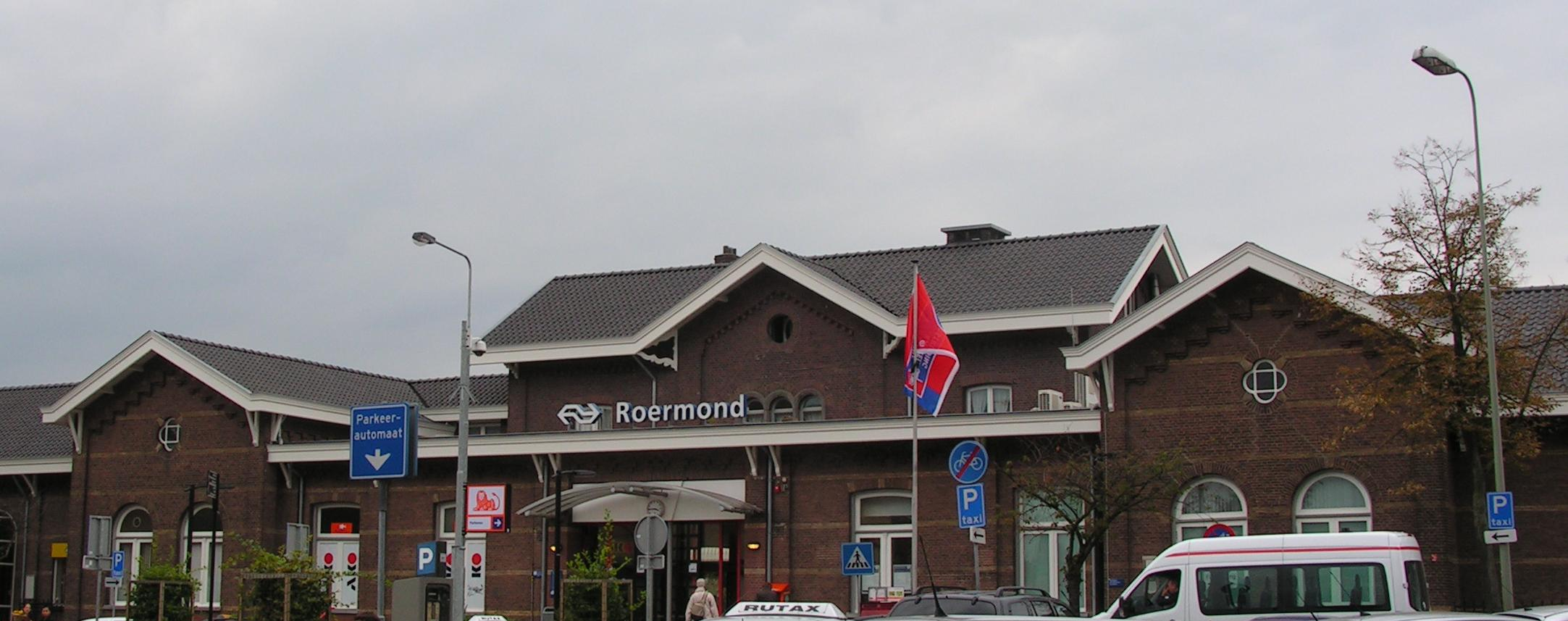
Stazione ferroviaria di Roermond

Roermond possiede una stazione ferroviaria con treni veloci ogni mezz'ora verso tutta la nazione:
- verso nord-ovest: Weert-Eindhoven fino ad Amsterdam.
- verso sud: Sittard-Maastricht-Heerlen

In aggiunta ci sono treni pendolari ogni mezz'ora:
- verso nord-est: Venlo-Nimega
- verso sud: Sittard-Maastricht

La località di Swalmen dispone anche di una stazione ferroviaria che serve treni sulla linea Roermond-Venlo due volte all'ora.